# 알레산드로 안드레이

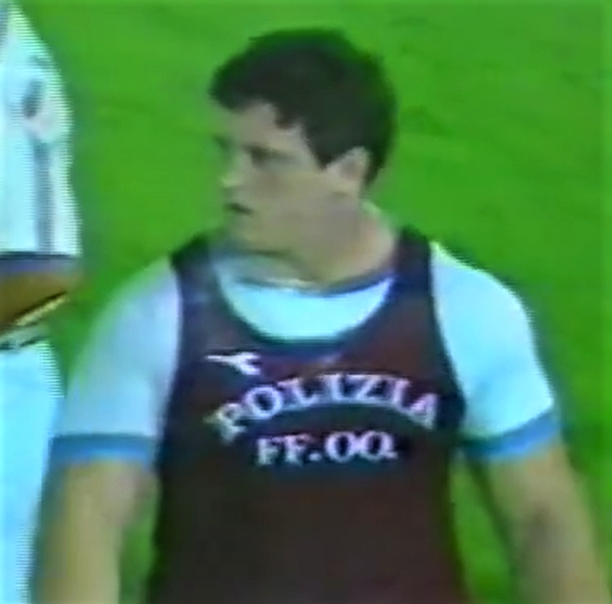

알레산드로 안드레이(이탈리아어: Alessandro Andrei, 1959년 1월 3일 ~ )는 이탈리아의 육상 선수로 포환던지기에서 활약하였다.

## 생애
피렌체에서 태어난 안드레이는 1984년 로스앤젤레스 올림픽에서 금메달을 획득했다. 그는 1987년에 같은 경연에서 22.72m, 22.84m와 22.91m로 함께 3번이나 세계 기록을 깼다.
그는 아그네스 마페이스와 결혼했다.

## 같이 보기
- 포환던지기